# 达尼埃尔·特塔鲁
达尼埃尔·伊万·特塔鲁（羅馬尼亞語：Daniel Ioan Tătaru，1967年5月6日—），出生于皮亞特拉-尼亞姆茨，羅馬尼亞数学家，现为加利福尼亚大学伯克利分校教授。 
1992年，他获得弗吉尼亚大学博士学位，导师是Irena Lasiecka。
2002年，他因对偏微分方程的研究获得了博谢纪念奖。2012年，他成为美国数学学会的会员。2013年，他成为西蒙斯研究员。